# Gaio Svetonio Tranquillo
Gaio Svetonio Tranquillo (pron. latina classica o restituita: [ˈɡaːɪ.ʊs sweːˈtoːnɪ.ʊs traŋˈkᶣɪllʊs]), noto semplicemente come Svetonio o, più raramente, come Suetonio (in latino Gaius Suetonius Tranquillus; 69 circa – post 122) è stato uno storico e biografo romano dell'età imperiale.

## Biografia
Svetonio nacque attorno al 70 d.C. in un luogo imprecisato del Latium vetus, forse a Ostia, dove ebbe la carica religiosa locale di pontefice di Vulcano (solitamente conferita a vita). Altre ipotesi fissano il suo luogo di nascita a Roma oppure a Ippona in Africa (dove è menzionato in un'iscrizione), o ancora a Pesaro nelle attuali Marche (tesi di Syme).
Non si conosce, tuttavia, con precisione l'anno di nascita: alcuni, facendo riferimento a una lettera inviata da Plinio il Giovane a Svetonio nel 101, anno in cui avrebbe potuto ricevere un tribunato militare se avesse intrapreso la carriera militare, collocano la data al 77. Altri anticipano la data al 69, altri ancora, esaminando altre lettere indirizzate all'autore del De vita Caesarum, la collocano al 71 o al 75.
Ugualmente incerta è l'origine sociale di Svetonio: non si può stabilire con precisione se la sua famiglia appartenesse al ceto equestre o fosse plebea, anche se l'autore stesso riferisce che il padre, Svetonio Leto, era tribuno angusticlavio della XIII legione, che servì Otone nella prima battaglia di Bedriaco contro Vitellio.
Nonostante le origini non patrizie, Svetonio studiò non solo grammatica e letteratura, ma anche retorica e giurisprudenza, divenendo avvocato e corrispondente di Plinio il Giovane, che lo considerava un suo protetto e che diede un impulso alla carriera di Svetonio. Prima di morire, nel 113 d.C., infatti, lo affidò alla protezione di Setticio Claro, che, divenuto prefetto del pretorio dell'imperatore Adriano, ottenne per lui la carica di segretario dell'imperatore (procurator a studiis e ab epistulis, ovvero sovrintendente degli archivi e curatore della corrispondenza imperiale), e in tale qualità aveva accesso ai documenti più importanti degli archivi imperiali.
Svetonio ricoprì, dunque, cariche importanti sotto l'imperatore Adriano e forse già sotto Traiano, entrando a far parte del personale a più stretto contatto con l'imperatore: tuttavia, il suo allontanamento da parte dell'imperatore Adriano nel 122 (assieme al prefetto del pretorio Setticio Claro, con la motivazione ufficiale di aver trattato con eccessiva vicinanza l'imperatrice Sabina), per motivi non chiari (nel contesto di una epurazione dei quadri dirigenti voluta forse dall'imperatrice stessa per conferire gli incarichi ai suoi protetti) segnò la fine della sua carriera.
Anche la data di morte non è del tutto sicura, ed è posta da alcuni attorno al 126, da altri una quindicina di anni dopo, intorno al 140 o addirittura al 161, anno della morte dell'imperatore Antonino Pio.

## Opere

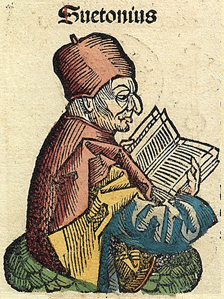
Miniatura che raffigura Svetonio intento nella lettura, tratta dal Liber Chronicarum (foglio CXI), trattato di Hartmann Schedel (1493)

### De viris illustribus
Il De viris illustribus ("I personaggi famosi"), che trova un suo chiaro precedente in Cornelio Nepote, analizza le figure di personalità illustri nel campo culturale, suddividendole in cinque categorie: poeti (De poetis), grammatici e retori (De grammaticis et rhetoribus), oratori (De oratoribus), storici (De historicis) e filosofi (De philosophis).
Dell'opera si conserva pressoché intatta soltanto la sezione riservata ai grammatici e ai retori (21 grammatici e 5 retori), anche se mancante della parte finale: dopo una diffusa introduzione sull'arrivo della scienza grammaticale a Roma, Svetonio offre dei brevi ritratti (alcuni brevissimi) di coloro che hanno contribuito allo sviluppo dello studio della grammatica a Roma, ponendo l'attenzione, oltre che sulle novità che ciascun grammatico ha apportato, spesso anche su particolari aneddotici.
Delle altre sezioni del De viris illustribus rimangono soltanto alcune vite, sulla cui reale attribuzione a Svetonio, peraltro, non c'è accordo fra gli studiosi. Si ricordano la Vita Terentii (che costituisce la premessa al commento di Elio Donato alle commedie terenziane), la vita di Orazio e quella di Lucano; deriva dal De poetis anche la vita di Virgilio, premessa al commento delle opere del poeta sempre da Elio Donato.

### De vita Caesarum
Le Vite dei dodici Cesari in otto libri sono ben più ampie e sono a noi giunte pressoché complete (manca solo una breve parte iniziale). Comprendono, in ordine cronologico, i ritratti dei "dodici Cesari": Giulio Cesare e i primi undici imperatori romani, Augusto, Tiberio, Caligola, Claudio, Nerone, Galba, Otone, Vitellio, Vespasiano, Tito, Domiziano.
A parte una genealogia introduttiva e un breve riassunto della vita e della morte del personaggio, queste biografie non seguono un modello cronologico, bensì uno schema non rigido, modificabile a seconda delle esigenze dell'autore. Questo schema era composto da moduli biografici di tipo alessandrino: si partiva dalla nascita e dalle origini familiari, per poi passare all'educazione, alla giovinezza, alla carriera politica prima dell'assunzione al potere; qui iniziava la seconda parte (organizzata per species, ovvero per categorie) della narrazione: i principali atti di governo, un ritratto fisico e morale, la descrizione della morte e del funerale, infine il testamento. Tutto ciò a discapito dell'organicità del racconto, con un interesse spesso dispersivo verso il particolare o l'aneddoto.
La differenza con il contemporaneo Plutarco è che, mentre quest'ultimo partecipava più emotivamente al racconto, Svetonio dimostra un'attenzione più documentaria che appassionata. Svetonio appare più distaccato, astenendosi da un giudizio personale. Emerge anche una caratterizzazione negativa degli imperatori del I secolo, forse incoraggiato dallo stesso Adriano, al fine di contrapporre il suo buon governo a quello dei suoi predecessori, caratterizzato spesso da eccessi (vedi su tutti Caligola, Nerone e Domiziano). Svetonio sembra concentrarsi soprattutto attorno alla figura del princeps, quasi incurante del mondo imperiale che lo circonda.
La forma, che appare in alcuni casi sciatta, risulta semplice, lineare, con una struttura schematica, anche frammentaria, che non fornisce un discorso articolato da un punto di vista stilistico. In alcuni casi, Svetonio riesce invece a "ottenere notevoli effetti drammatici ed a mostrare una caratterizzazione psicologica coerente".
Come membro della corte imperiale (del consilium principis) e procurator a studiis e a bibliothecis (sovrintendete degli archivi e delle biblioteche imperiali), Svetonio aveva a disposizione documenti di prima mano (decreti, senatus consulta, verbali del Senato), tutti utili fonti per il suo lavoro, e materiale utile agli storici moderni per la ricostruzione del periodo. Tuttavia egli si servì anche di fonti non ufficiali, quali scritti propagandistici e diffamatori e anche testimonianze orali, al fine di alimentare quel gusto per l'aneddoto e il curioso cui egli dedica ampio spazio e che alcuni gli ascrivono come difetto e altri come pregio.

### Opere minori
Sotto il nome di Svetonio sono pervenuti anche alcuni titoli e frammenti di argomento storico-antiquario, grammaticale e scientifico. Di carattere erudito, ad esempio, sono Peri ton par' Hellesi paidion ("Sui giochi in Grecia") e Peri blasphemion ("Sugli insulti"), scritti in greco e che sopravvivono in estratti in tardi glossari greci.
Di altre opere ci informano in parte il lessico Suda e grammatici latini tardi: si va, così, dalle Vite dei sovrani alle più piccanti Vite di famose cortigiane, per continuare con opere che erano, forse, sezioni di un trattato spesso citato come Roma e che doveva comprendere, in una sorta di miscellanea, vari aspetti della vita romana. Lo attesterebbero titoli come Su usi e costumi dei Romani, Sull'anno romano, Sulle feste romane, Sui vestiti, Sul De re publica di Cicerone, Sulle magistrature.
Di carattere ancor più vario e meno compatto doveva essere il Pratum, che forse comprendeva titoli come Sui metodi di misurazione del tempo, Problemi grammaticali, Sui difetti fisici, Sulla Natura, Sui segni diacritici usati nei libri. L'insieme dei frammenti, in parte latini e in parte greci, è tuttavia troppo esiguo per consentire un'analisi di tali opere e verificarne la paternità.

## Una valutazione di Svetonio
Svetonio svolse le funzioni di segretario (ab epistulis), di responsabile delle biblioteche pubbliche di Roma (a bibliothecis) e di direttore dell'archivio imperiale (a studiis) durante l'impero di Adriano. Grazie a questi compiti ebbe accesso a informazioni riservate, grazie a cui ci sono giunte notizie di prima mano sui Cesari, altrimenti irrimediabilmente perdute. Tuttavia suo grande difetto è quello di prestare credito, riguardo alle vite di alcuni imperatori, alla presenza di fonti storiche del tempo di per sé corrotte e parziali. Eppure, nonostante i limiti stilistici e strutturali delle sue biografie, ottenne un'enorme fama durante tutta l'età antica e il Medioevo.
Svetonio fu, comunque, essenzialmente un erudito, vista la grande mole di opere composte negli ambiti più svariati (in parte scritte in greco), amante della vita ritirata, onde potersi dedicare agli studi che più amò. Fu figura di antiquario, studioso enciclopedico, con grande interesse per le antichità e la cultura romana, accostabile a Marco Terenzio Varrone per le caratteristiche della produzione.